# Viteški roman
Viteški roman je zvrst dvorsko-viteške litarature v visokem srednjem veku, nastal pa je v 12. stoletju v Franciji in se nato razširil. Idealiziral je podobo viteštva in njegove življenjske, moralne in socialne ideale, vrednote življenjske sreče, zvestobe ter ponižnosti. Snov in motivi so iz keltskih, antičnih in orientalskih mitov, pripovedk ter pravljic. Prvotno so bili pisani v verzih, v 13. stoletju pa so bili razvezani v prozo, in sicer v ljudskih jezikih stari francoščini, anglonormanščini, okcitanščini, angleščini in nemščini. Glavni avtor je Chrétien de Troyes. 
Na antiko se navezujejo Roman o Aleksandru, Roman o Troji, Roman o Tebah in Roman o Eneju, na britansko zgodovino romani o kralju Arturju, Lancelotu, Merlinu in vitezih okrogle mize, Tristanu in Izoldi, Parzivalu ter iskanju svetega Grala, na francosko romani o Karlu Velikem in o Rolandu. V 16. stoletju je bil popularen v Španiji in na Portugalskem, vendar obenem kritiziran kot neresna literatura. Leta 1605 je v Cervantesovem Don Kihotu doživel svojo parodijo. 

## Zgodovina slovenskega viteškega romana
Slovenski viteški roman je eden izmed žanrskih tipov zgodovinskega pripovedništva, to je dolge zgodovinske pripovedne proze, za katero domnevamo, da se dogaja v srednjem veku in tematizira viteško življenje. Širši okvir viteške povesti je srednjeveška povest, dokaj obširna skupina besedil z mešanico motivov in tem, značilnih za srednji vek: s čarovnicami, vitezi, gradovi, samostani. 
V slovenskem zgodovinskem romanu nastopajo vitezi več 10-krat, najpogosteje pri Jožetu Urbaniji, Miroslavu Malovrhu in Francetu Bevku, pa tudi pri Franu Deteli, Franu Jakliču, Metodu Turnšku in Francu Valentinu Slemeniku. Žanrsko ime viteški roman zasluži v grobem enajst del, od katerih se pet dogaja med 6. in 13. stoletjem, eno v 14. stoletju, štiri v 15. stoletju in eno v 16. stoletju. Priključimo jim lahko še nekatere povesti in romane, ki se dogajajo v poznejših stoletjih, vendar se z likom glavnega junaka, ki sledi viteškim idealom, navezujejo na to žanrsko tradicijo. To sta dva romana Miroslava Malovrha, Zadnji rodovine Benalja in Ljubezen in junaštva strahopetnega praporščaka, ki sta postavljena v 18. stoletje. V naslovu daljših slovenskih zgodovinskih pripovedi je vitez trikrat (Ožbalt Ilaunig, Zadnji vitez Reberčan, Jože Urbanija, Grajski vitez, in Margareta Hess-Rak, Zadnji vitez plemeniti Heldenstamm: Resnična pretresljiva ljubezenska zgodba), v podnaslovu pa dvakrat (Josip Jurčič, Janez Gremčič: Povest iz viteških časov, Ivan Sivec, Jutro ob kresu: Povest o Adamu Ravbarju, slovenskem vitezu).
Če bi po vzoru Nemcev izenačili viteški in dvorski roman, bi morali upoštevati še tiste povesti, ki z gradom, graščino, graščakom ali dvorom že v naslovu kažejo na svojo žanrsko pripadnost. Tu izstopajo romani Jožeta Urbanije med letoma 1927 in 1935 (Graščakov morilec, Tajnost grajskega stolpa, Dedinja treh gradov, Dedinja grajskih zakladov, Grajski vitez), drugi pa so Grad Rojinje Josipa Jurčiča, Lipniški grad pri Radovljici Josipa Lavtižarja, Turnškov Stoji na rebri grad, in Sivčeva Krvava grajska svatba.

## Vitezi na Slovenskem
Najznamenitejši slovenski vitez je »roparski vitez« Erazem Predjamski, ki je doživel več literarnih upodobitev, tista iz leta 1845 (Franc Malavašič, Erasem is jame: Povést is petnajştiga ştoletja) je celo prva izvirna daljša zgodovinska pripoved. Dramo o Erazmu Predjamskem je hotel napisati Ivan Tavčar, leta 1978 ga je Saša Vuga vzel za glavno osebo obsežnega romana v treh delih Erazem Predjamski ali vsa drzna in predrzna dejanja stotnika cesarjeve telesne straže ..., Ciril Gale in Vladimir Herceg pa sta ga postavila v strip.
Na začetku slovenske pripovedne proze je besedilo, ki ga lahko beremo kot parodijo junaškega epa oziroma viteškega romana. Martin Krpan Frana Levstika spominja na Sanča Panso iz Don Kihota. Parodija zadeva izbiro orožja in dvoboj.
Slovenski literarni junaki se obnašajo viteško, tj. pogumno, kadar tako zapovedujejo družbene norme in ideali, in so negotovi, ko gre za samostojno odločanje. Poleg junaka Mlinarjevega Janeza je primer takega obnašanja junak France Bregar v povesti Črna žena, saj se ne zmeni za nesrečo, ki jo povzroča, temveč sledi svoji fiksni ideji, za kar je na koncu nagrajen.

## Slovenski viteški romani
- Jože Urbanija
  - Grajski vitez,
  - Graščakov morilec,
  - Tajnost grajskega stolpa,
  - Dedinja treh gradov (1931),
  - Dedinja grajskih zakladov (1934) ...

- Miroslav Malovrh
  - Opatov praporščak (1903),
  - Pod novim orlom (1904),
  - Kralj Matjaž (1904),
  - Na devinski skali (1905),
  - Strahovalci dveh kron (1907),
  - Ljubezen Končanove Klare (1908),
  - Zaljubljeni kapucin (1909) ...

- France Bevk
  - Znamenja na nebu (1927–29),
  - Človek proti človeku (1930),
  - Burkež gospoda Viterga (1931).

- Fran Detela
  - Veliki grof (1885),
  - Pegam in Lambergar (1891).

- Lev Detela
  - Tri zvezde: Roman o celjskih grofih in Veroniki Deseniški (2008),
  - Kraljev kip (1970),
  - Stiska in sijaj slovenskega kneza (1989).

- Metod Turnšek
  - Črni Hanej (1972),
  - Božja planina (1965).